# Esbart Maragall
L'Esbart Maragall va néixer a partir de l'escola de danses tradicionals del Casal Catòlic de Sant Andreu del Palomar, una escola que començà a funcionar a partir dels anys 1930. Després de la guerra de 1936-1939, l'agrupació va haver d'amagar el nom original i denominar-se Esbart Juventus, perquè el règim franquista va prohibir la referència al poeta Maragall.

## Història
Durant els anys 1940 el grup es va escindir i en va sortir l'Esbart Verdaguer, avui dia ja desaparegut. L'època de més impuls de l'entitat coincideix amb l'estrena del primer espectacle, el 1993, any en què renovà l'estil amb una combinació de continguts tradicionals i una coreografia escènica més rica.
El primer director va ésser Isidre Sulé i a partir de l’any 1940 Josep Benet i Morell es va incorporar com a President i Manuel Cubeles i Solé com a director. Anys més tard Salvador Mel-ló es va incorporar com a dansaire. En aquell moment, el règim prohibia ballar només en català i, davant aquesta negativa, L'Esbart Maragall va ser el responsable que els esbarts introduïssin danses mallorquines i valencianes al seu repertori per tal de mantenir la dansa en actiu. L’any 1942 el grup es va escindir i en va sortir l'Esbart Verdaguer, avui dia ja desaparegut.
L’any 1990, es va iniciar una nova etapa amb la incorporació d’Enric Martínez com a Director artīstic: un dansaire amb molta experiència en diversos esbarts i format personalment amb els tres grans mestres de la dansa catalana, Manuel Cubeles, Salvador Mel-lo i Albert Sans. Alehores, L’Esbart va començar a preparar espectacles dirigits a un ampli públic, fet que requeria, per una banda, implantar un alt nivell de tècnica en els dansaires i, per l'altra, incorporar pràctiques escéniques semi professionals, amb nous dissenys de vestuari i de llums, sense deixar de banda el tractament acurat de la música que acompanya els espectacle.
A partir de l’any 2000 l'esbart fa un pas endavant iniciant un treball propi de creació de noves coreografies, prenent el llenguatge de la dansa d’arrel com a referència, L’any 2015 es va crear un grup dins el propi esbart, exclusivament dedicat a investigar noves vies de comunicació i de desenvolupar els processos creatius dels nous espectacles, són fruits d'aquesta labor NUeS (2019) i LÍNIA I LLUM (2021).
L’Esbart té una gran implicació amb la Ciutat de Barcelona, amb Sant Andreu del Palomar i amb Catalunya, i ha participat activament en la Festa Major de Sant Andreu, en les festes de Santa Eulàlia i la Mercè i en aquells actes requerits per la Generalitat de Catalunya. Durant l’ any 2021 ha tingut un paper rellevant en l’any Manuel Cubeles promogut per el Departament de Cultura de la Generalitat de Catalunya.

## Descripció
La formació principal de l'Esbart Maragall és un cos de dansa integrat per balladors de més de setze anys, que treballa per la recuperació dels balls tradicionals catalans i en fa difusió, juntament amb noves coreografies d'arrel tradicional. L'escola de dansa s'encarrega de la secció infantil de l'esbart, on es formen els nous balladors, repartits en quatre grups: els Picarols, amb nens de tres a cinc anys; les Pedretes, entre cinc i vuit; els Cercolets, entre nou i onze; i les Castanyoles, a partir d'onze anys. Aquesta escola per a nens i joves és la primera que ha presentat un espectacle propi format íntegrament per infants. La tercera secció de l'esbart és el Grup Juventus, en què participen els dansaires veterans de l'agrupació, juntament amb pares dels infants de l'escola de dansa i gent diversa afeccionada als balls tradicionals, encara que no en tingui formació. El nom de Juventus el prenen de la denominació que durant la postguerra va dur l'Esbart Maragall, en homenatge als balladors que han anat passant durant dècades per l'entitat. Té més de 30 balladors i 9 monitors.
Des de l'origen, l'Esbart Maragall va lligat al Casal Catòlic de Sant Andreu del Palomar, on té la seu, compartida amb més entitats culturals. Amb aquestes entitats, participa activament en tot d'actes conjunts, com ara la representació dels Pastorets o les activitats organitzades el dia del soci del casal.
Aquest grup consta de tres coreògrafs: Enric Martīnez, director Artístic de l’Esbart, Concepció Bachs, coordinadora de l'escola durant més de trenta anys i Pere Seda, format també al propi Esbart i graduat com a ballarí professional al Conservatori Professional de Dansa. Tambē pertany al grup un altre dansaire de l’Esbart, el Marc Udina, figurinista graduat en escenografia a l’Institut del Teatre. Finalment també en formen part els altres dos membres de l'equip de direcció artística, l’Andrea Del Moral i el Jordi Ginestet. La diversitat en recorreguts, edats, referents i maneres d’entendre la dansa d’arrel fa del grup una veritable font d’idees i una factoria de creació que defineix L'Esbart Maragall. Quant a la formació tècnoca L’Esbart compta amb un mestre de Castanyoles, l’Andreu Bachs, que treballa en totes les seccions de l’Esbart.